# Charles Asati
Charles Asati (Kisii, 3 de março de 1946) é um ex-velocista queniano, campeão olímpico em Munique 1972.
Estreou em Jogos Olímpicos na Cidade do México 1968, quando disputou os 200 m rasos e conquistou uma medalha de prata no revezamento 4x400 metros. Dois anos depois, nos Jogos da Comunidade Britânica de 1970, conquistou dois ouros, nos 400 m e nos 4x400 m, e um bronze nos 200 metros. Em Munique 1972, depois de um quarto lugar nos 400 m individuais, obteve a maior vitória de sua carreira, ao se sagrar campeão olímpico no revezamento 4x400 m junto aos compatriotas Julius Sang, Robert Ouko e Munyoro Nyamau.
Encerrou a carreira após os Jogos da Comunidade Britânica de 1974, onde novamente repetiu o feito de 1970, conquistando duas medalhas de ouro nos 400 m e revezamento 4x400 metros.